# Hermes (Oise)
 Hermes  es una población y comuna francesa, en la región de Picardía, departamento de Oise, en el distrito de Beauvais y cantón de Noailles.

## Demografía
| 1635 | 1588 | 1802 | 1828 | 1964 | 2331 |
| Para los censos de 1962 a 1999 la población legal corresponde a la población sin duplicidades (Fuente: INSEE [Consultar]) |      |      |      |      |      |